# Devrim Mavi
Devrim Mavi, född 10 november 1970 i Urfa i Turkiet, är en svensk journalist, tidigare chefredaktör, debattör och politiker (Feministiskt initiativ). Hon är sedan januari 2015 kanslichef för Feministiskt initiativ i Stockholm.
Devrim Mavi var talesperson för Feministiskt initiativ mellan september 2005 och december 2006. Därefter var hon verksam som journalist vid Kommunalarbetaren, Mana, Bang och Internationalen. Mellan februari och mars 2001 var hon Stockholmsreporter och krönikör på Dagens Nyheter. Hon var under flera år chefredaktör för Arena och ledarskribent på Dagens Arena. Hon avgick som chefredaktör för Arena 2012 för att tillträda som chefredaktör för Hotell- och restaurangfackets medlemstidning Hotellrevyn. I januari 2015 blev hon kanslichef för Feministiskt initiativs kansli i Stockholms stadshus.
Hösten 2014 sammanställde hon tillsammans med Lawen Mohtadi antologin Rasismen i Sverige: nyckeltexter 2010–2014.